# Che bel sogno che ho fatto
Che bel sogno che ho fatto è un brano musicale scritto e composto da Biagio Antonacci, prodotto dallo stesso Antonacci con Michele Canova Iorfida ed interpretato dalla cantante italiana Loredana Errore, estratto come terzo singolo dal suo primo album, L'errore.
Il brano, pubblicato dalla casa discografica Sony Music, è in rotazione radiofonica dal 2 settembre 2011 ed in contemporanea disponibile per il download digitale.

## Il video
Il video musicale è stato girato nella Valle dei Templi e la sceneggiatura è stata scritta dalla stessa Errore. Nel finale del video c'è un richiamo ai personaggi de Il mago di Oz.

## Tracce
Download digitale
Testi e musiche di Biagio Antonacci; edizioni musicali Basta Edizioni Musicali Srl.
1. Che bel sogno che ho fatto – 4:26